# Elphos subrubida
Elphos subrubida är en fjärilsart som beskrevs av W. Warren 1896. Elphos subrubida ingår i släktet Elphos och familjen mätare. Inga underarter finns listade i Catalogue of Life.